# ناتان کین
ناتان کین (انگلیسی: Nathan Caine؛ زادهٔ ۲۰ نوامبر ۲۰۰۲) بازیکن فوتبال است.